# پروتون جورا
پروتون جورا (Proton Juara) خودرویی است که در سال‌های ۲۰۰۱ تا ۲۰۰۳تولید شده‌است.
این خودرو در کلاس ون کوچک قرار گرفته، طول آن در حالت طبیعی ۳٬۶۶۰ میلیمتر (۱۴۴٫۱ اینچ)، عرض آن در حالت طبیعی ۱٬۵۳۵ میلیمتر (۶۰٫۴ اینچ)، ارتفاع آن در حالت طبیعی ۱٬۸۱۰ میلیمتر (۷۱٫۳ اینچ) و وزن آن در حالت طبیعی ۱٬۰۰۵ کیلوگرم (۲٬۲۱۶ پوند) است.